# Distrito electoral 06 (Nebraska)
El distrito electoral 06 (en inglés: Precinct 06) es un distrito electoral ubicado en el condado de Dawes en el estado estadounidense de Nebraska. En el Censo de 2010 tenía una población de 640 habitantes y una densidad poblacional de 0,48 personas por km².

## Geografía
El distrito electoral 06 se encuentra ubicado en las coordenadas 42°48′51″N 102°58′59″O / 42.81417, -102.98306. Según la Oficina del Censo de los Estados Unidos, el distrito electoral 06 tiene una superficie total de 1342.37 km², de la cual 1341.6 km² corresponden a tierra firme y (0.06%) 0.76 km² es agua.

## Demografía
Según el censo de 2010, había 640 personas residiendo en el distrito electoral 06. La densidad de población era de 0,48 hab./km². De los 640 habitantes, el distrito electoral 06 estaba compuesto por el 96.72% blancos, el 0.16% eran amerindios, el 1.72% eran asiáticos, el 0.31% eran isleños del Pacífico, el 0.16% eran de otras razas y el 0.94% pertenecían a dos o más razas. Del total de la población el 0.47% eran hispanos o latinos de cualquier raza.